# Кирисима (1913)
«Кирисима» — линейный крейсер японского императорского флота типа «Конго».

## История создания
«Кирисима» — заложен 17 марта 1912 г., спущен 1 декабря 1913 г., вошёл в строй в апреле 1915 г.

## История службы
После вступления в строй входил в состав Второго флота. В 1927-30 и 1935-36 годах прошёл две модернизации, в результате которых на корабле добавили более 400 тонн брони, полностью изменили корму и увеличили зенитное вооружение. После модернизаций «Кирисима» был переквалифицирован в линкоры.
Входил в состав Ударного авианосного соединения при нападении на Пёрл-Харбор. В январе-феврале 1942 года входил в состав прикрытия авианосцев в ходе операций в южных морях. В марте-апреле 1942 года участвовал в рейде в Индийский океан. С августа 1942 года действовал в районе Гуадалканала. В ночном бою 13 ноября 1942 года повредил американские тяжёлые крейсера «Портленд» (Portland) и «Сан-Франциско» (San Francisco), но сам почти не пострадал.
В ночь на 14 ноября 1942 года, в ходе очередного рейда к Гуадалканалу, «Кирисима», бывший флагманом японского соединения (силы прикрытия конвоя, доставлявшего к месту высадки крупные сухопутные соединения японцев), вступил в артиллерийскую дуэль с американским линкором «Саут Дакота» (South Dakota), нанёс ему повреждения (попадание 1 снаряда, пронизал обе стороны комингса люка и сдетонировал при ударе о барбет. Пробоина в верхней палубе 0,914×3,048 м. Повреждены кожухи центрального и правого 16-дюймовых орудий башни ГК № 3. Уничтожены водо- и газо-отражающие ограждения на 30 футах вокруг барбета. Главная бронепалуба отразила все осколки. Правая катапульта и несколько 20-мм автоматов повреждены), но сам был тяжело повреждён огнём линкора «Вашингтон» (Washington), подошедшего незамеченным на близкую дистанцию (3 мили). В «Кирисима» попало 9 406-мм и около 40 127-мм снарядов, корабль потерял управление, были разрушены две башни главного калибра, начались сильные пожары. Утром 15 ноября 1942 года командир приказал оставить корабль, который затонул в 5 милях от острова Саво. Погибло 209 человек. Спасено 1025 матросов и 61 офицер. Японский конвой, направлявшийся на Гуадалканал, был разгромлен на следующий день последовательными атаками американской авиации. «Саут Дакота» после этого боя выбыл из строя на 14 месяцев, «Вашингтон» — на 1,5 месяца.

## Обнаружение
Затонувший линейный крейсер был обнаружен в августе 1992 года в рамках экспедиции (под руководством океанолога и исследователя Роберта Балларда), организованной National Geographic, по обнаружению и исследованию кораблей, потерянных в ходе битвы за Гуадалканал. Экспедиция базировалась на научно-исследовательском судне Laney Chouest и была организована в связи с 50-летней годовщиной битвы за Гуадалканал. Обломки, обнаруженные при обследовании гидролокатором морского дна в районе затопления, не были детально изучены (к ним было сделано только одно погружение на обитаемом глубоководном аппарате Sea Cliff). Затонувшее судно находится (9°5’9"N 159°42’3"E) на расстоянии около 13 километров от острова Саво (Соломоново море), на глубине около 1200 метров и лежит на дне вверх килем. Носовая оконечность корпуса, примерно до передней надстройки, полностью отсутствует (обнаружить её не удалось), небольшая часть кормовой оконечности также утрачена. В районе кормовой оконечности на дне лежит якорная цепь (она частично обмотана вокруг кормовой оконечности). Кадры с обломками затонувшего линейного крейсера Kirishima можно увидеть в документальном фильме The Lost Fleet of Guadalcanal (National Geographic, 1993 год).
В январе 2019 г. обломки линейного крейсера Кирисима были обследованы экспедицией, базировавшейся на научно-исследовательском судне Petrel (экспедиция финансировалась фондом Пола Аллена и на протяжении ряда лет занималась обнаружением и обследованием кораблей, затонувших в ходе Второй Мировой Войны на Тихоокеанском театре военных действий). В результате обследования, в частности, были обнаружены многочисленные повреждения корпуса корабля, причинённые артиллерийским огнём американских кораблей (некоторые из попавших в линейный крейсер 16-тидюймовых снарядов пробили его корпус насквозь без детонации).
На расстоянии около 7,5 км от обломков Kirishima находятся останки другого однотипного с ним линейного крейсера Hiei, затонувшего днём ранее (14 ноября 1942 года) в этом же районе.